# كولن غراهام (لاعب كرة قدم أسترالية)
كولن غراهام (بالإنجليزية: Colin Graham)‏ هو لاعب كرة قدم أسترالية أسترالي، ولد في 26 يناير 1958.

## وصلات خارجية
- كولن غراهام على موقع AustralianFootball.com (الإنجليزية)
- كولن غراهام على موقع AFLtables.com (الإنجليزية)